# Fouet (cuisine)
Pour les articles homonymes, voir fouet.

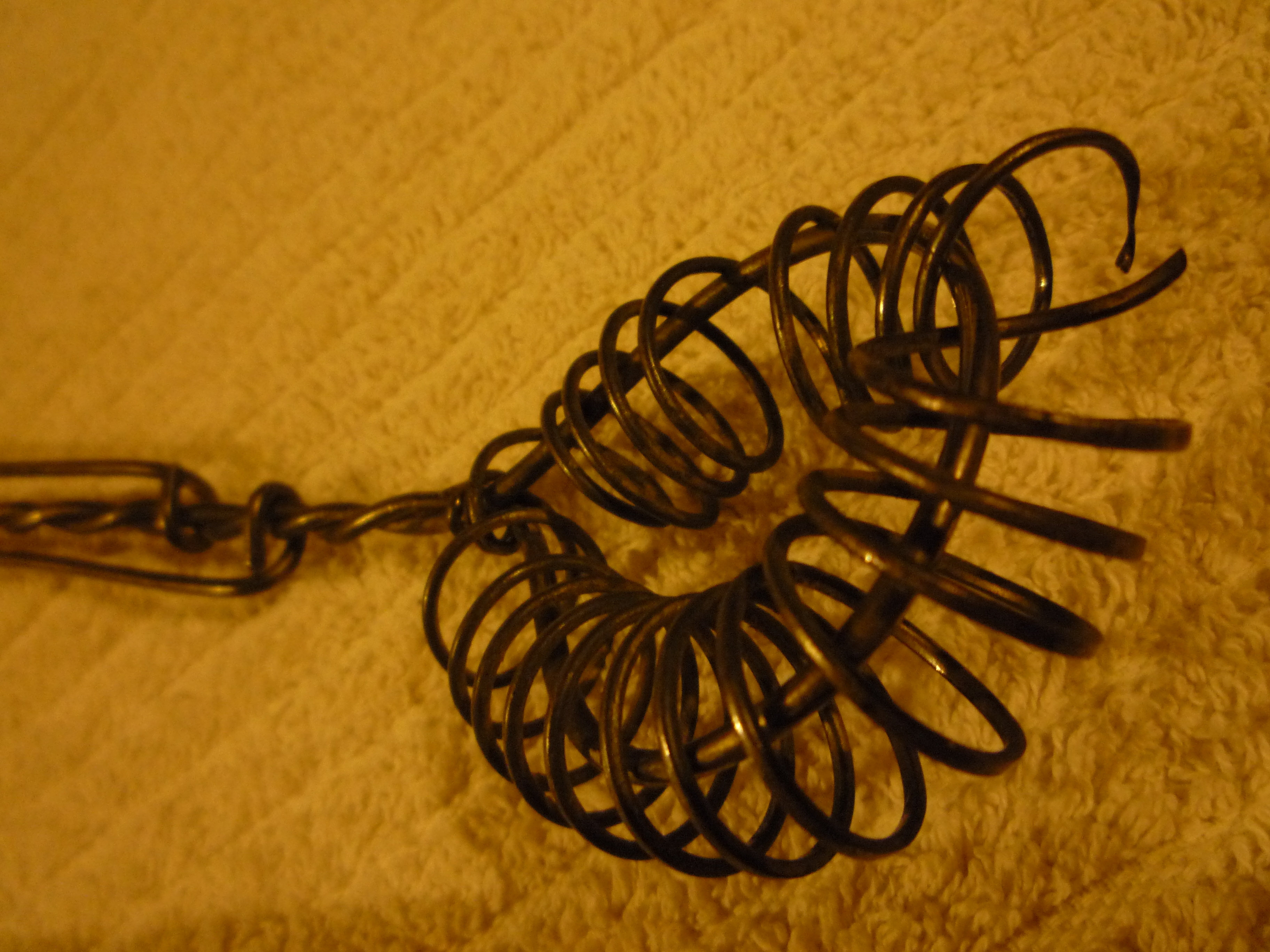
Fouet à main en fil de fer, artisanat nordique ancien.

Le fouet est un ustensile de cuisine servant à battre ou mélanger une préparation en incorporant de l'air. Historiquement, le fouet est fait en bois avec du buis ou de l'osier en Europe, en Asie fait avec du bambou.
Il est indispensable dans la préparation de la crème chantilly, des blancs en neige, des mousses ou du sabayon.
Il existe plusieurs types de fouets : 
- les fouets à main, qui peuvent être de formes diverses ;
- le fouet rotatif manuel (moins utilisé actuellement) appelé aussi batteur ou tourniquette ;
- le fouet électrique portatif, ou batteur électrique (pour les particuliers) ;
- le batteur-mixeur sur pieds (en cuisine professionnelle).

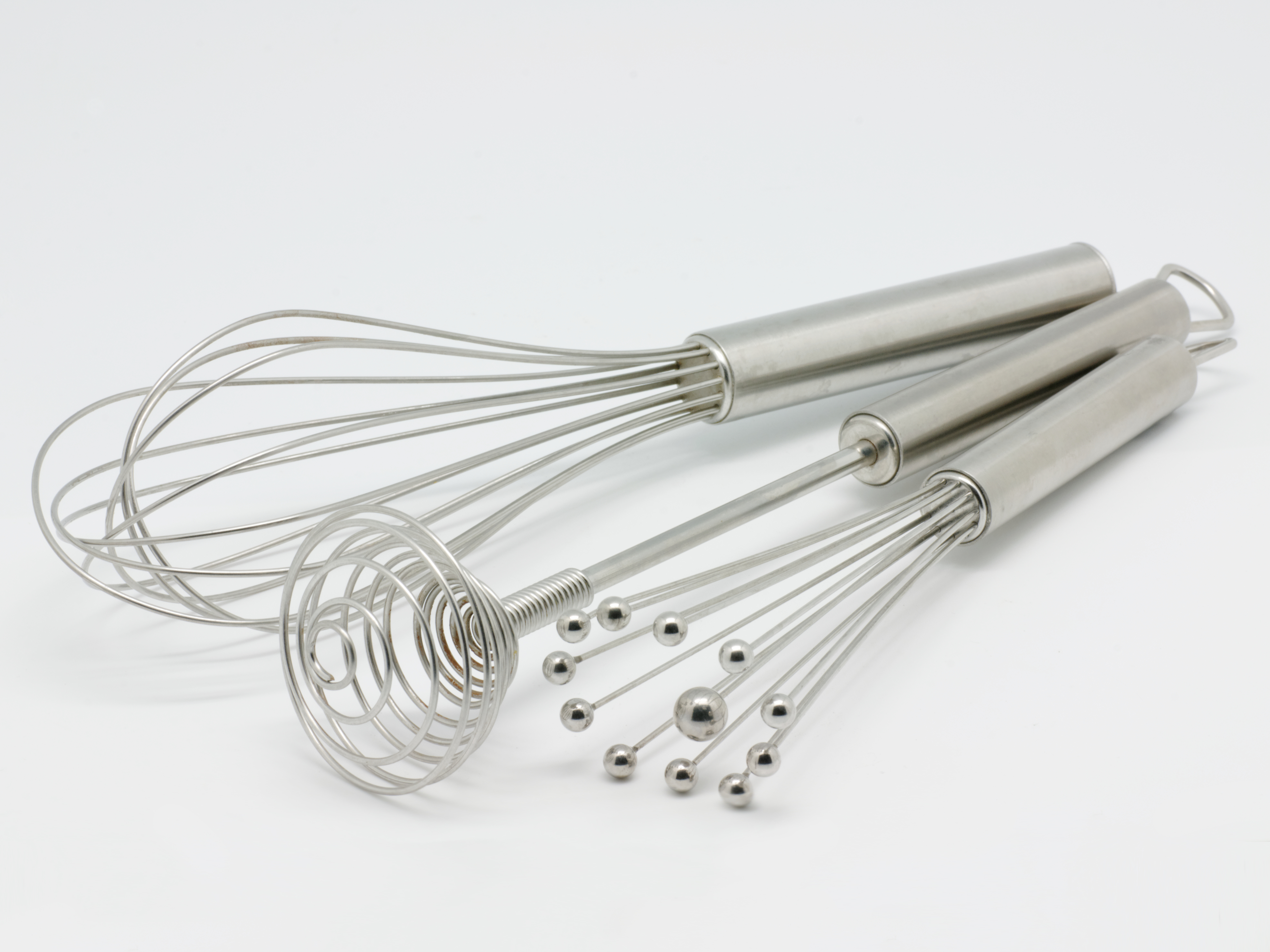
Fouets ballon, spirale et à boules.
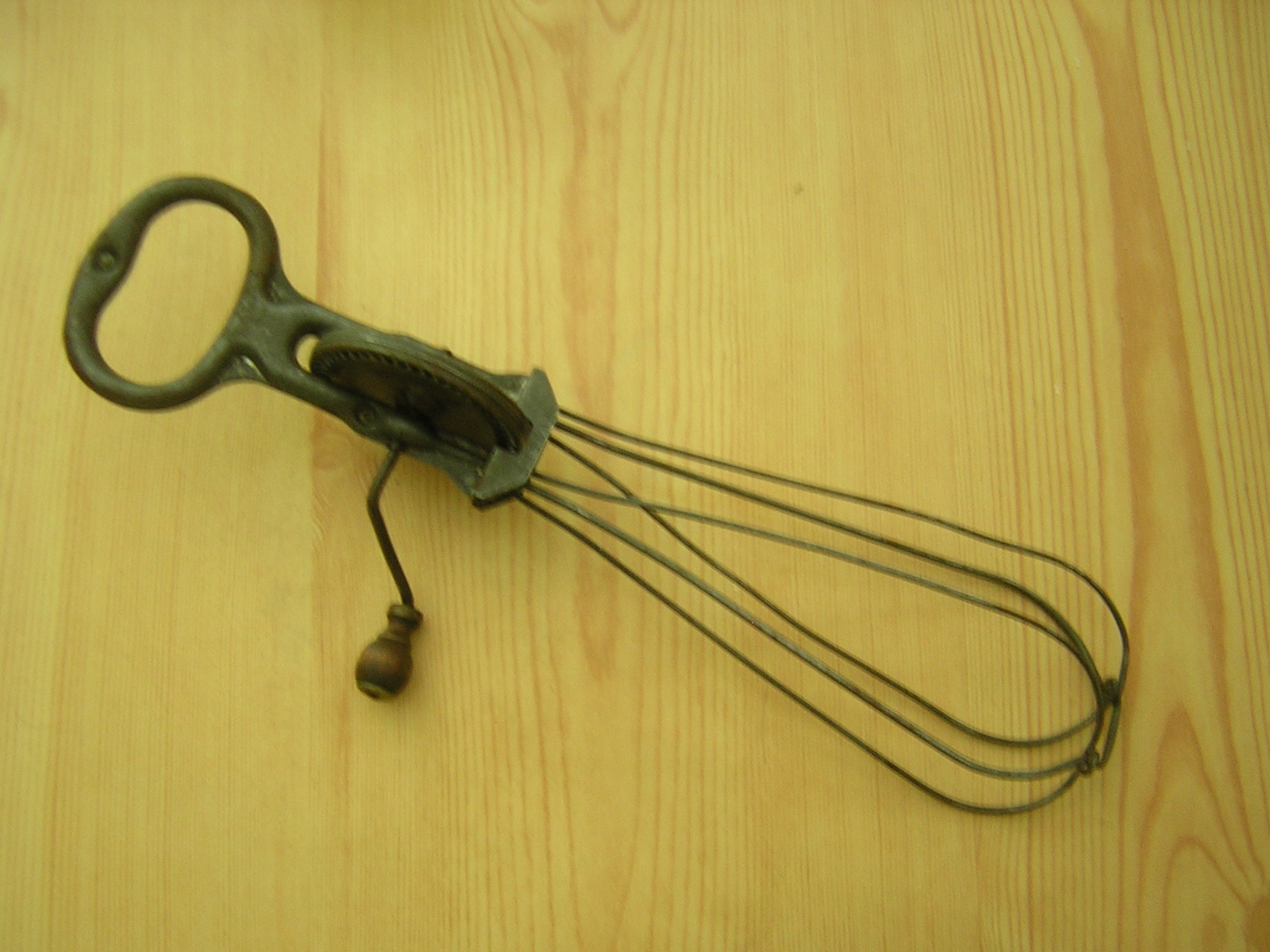
Fouet rotatif manuel.
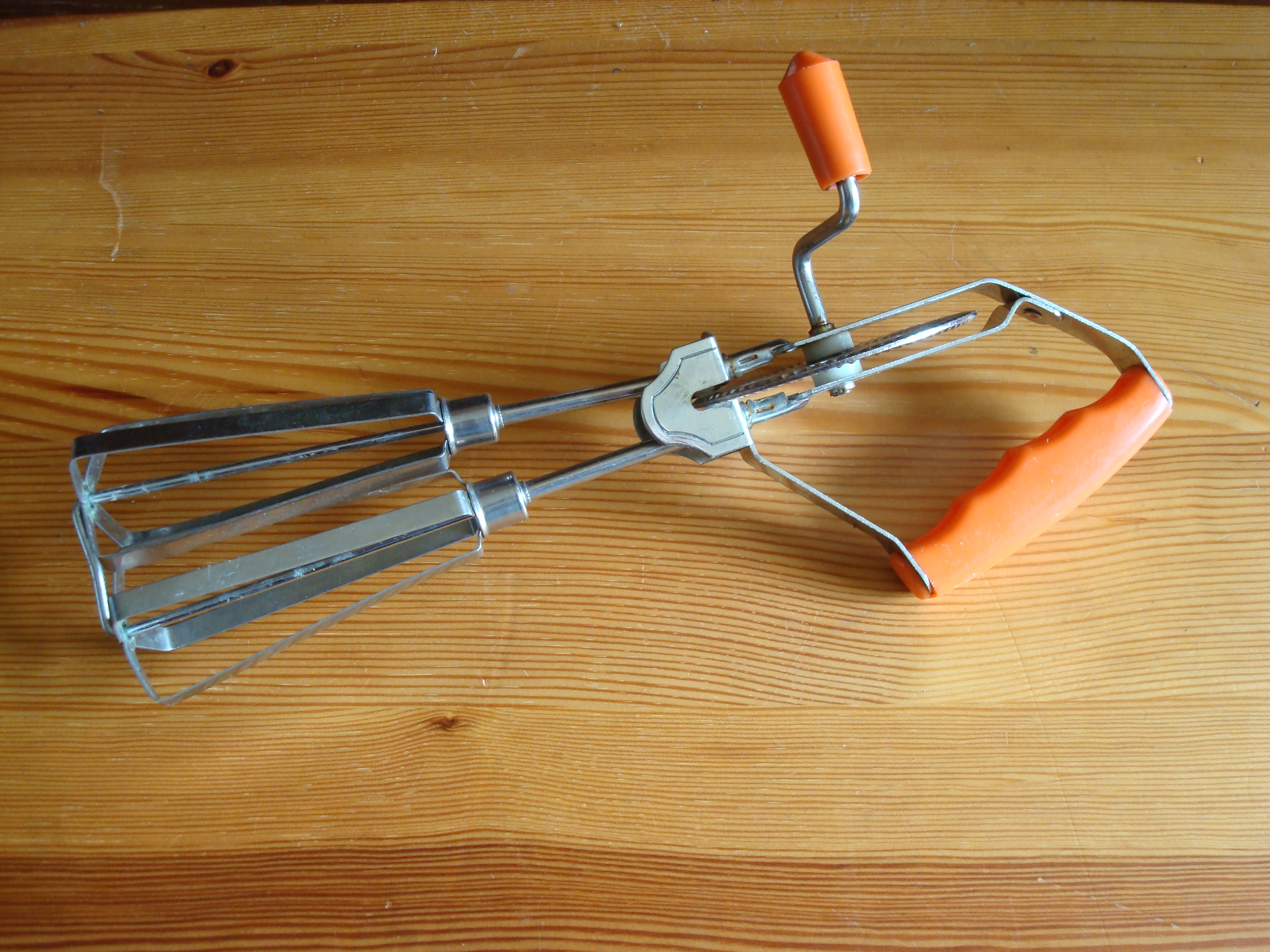
Batteur mécanique à démultiplication.
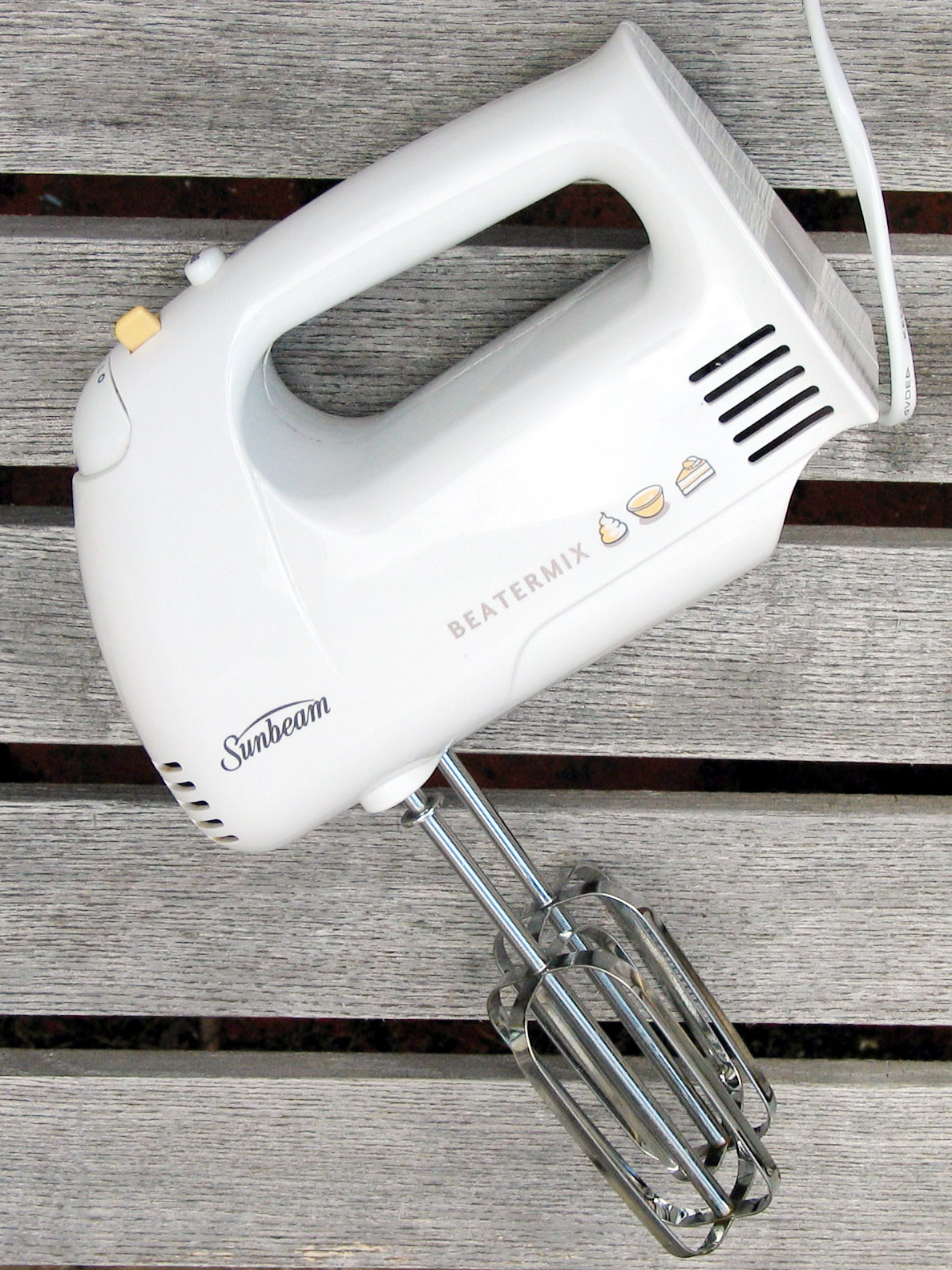
Batteur électrique portatif.
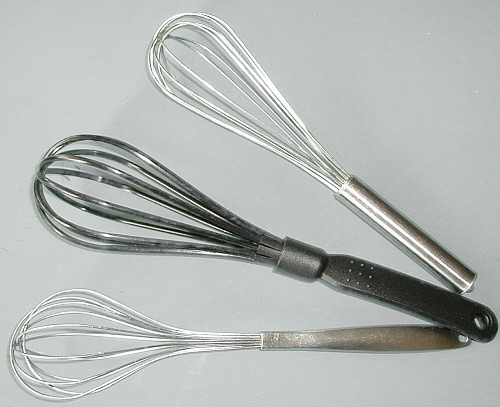
Trois fouets (métal et plastique).